# Parc Quinta Normal
Le parc Quinta Normal est un jardin public situé dans la commune de Santiago au Chili.
Le nom de ce lieu « Quinta » s'employait en référence au passé colonial dont les fondateurs devaient payer la quinta ou un cinquième des gains aux autorités locales de l'époque.